# Мокриев, Юрий Алексеевич
Юрий Алексеевич Мокриев (1 апреля 1901, Новомиргород, Херсонская губерния — 26 мая 1991, Киев) — украинский советский писатель и драматург.

## Биография
Сын столяра. В молодости несколько лет работал художником-оформителем при клубе Киевского завода «Арсенал», оформлял пьесы, которые ставил заводской рабочий театр, участвовал в этих спектаклях как актер-любитель.
С 1934 — член Союза писателей и кинематографистов Украины.
Во время Великой Отечественной войны работал фельетонистом в сатирическо-юмористическом журнале «Перець».
Умер в Киеве.

## Творчество
В 1929 написал свою первую пьесу «Реп’яхи». Печататься начал тогда же.
В 1930—1931 годах на сценах профессиональных украинских театров появляется его первая пьеса-комедия «Отдай партбилет», потом Мокриев напишет ещё 8 пьес.
После войны Мокриев продолжал писать пьесы.
В этот же период им были написаны прозаические произведения «У плавнях», «Острів Забутий», «Прилітай, лелеко», «Плавні палають», «Чорна буря». Перу Юрия Мокриева принадлежит ряд юморесок и шуточных рассказов, которые печатались на страницах журнала «Перец», особенно во времена Великой Отечественной войны.
Ю. Мокриев — автор сценариев художественных фильмов: «Не затримуйте рух» (1930, в соавт.), «Рейд» (1938), «В долині синіх скель» (1956), «Весела змова» (1958) и научно-популярных лент: «В гостях у колгоспі» (1951), «Томати для промислової переробки» (1954), «Терезино» (1955, в соавт.), «Шлях перших» (1957), «Рось» (1958).

## Избранные произведения
- Пьесы
  - «Віддай партквиток» (1930),
  - «Союз відважних» (1935),
  - «Зона» (1935),
  - «Сигнали з моря» (1939),
  - «Сповідь» (1939),
  - «Жита цвітуть» (1940),
  - «Скрипка гуцула» (1940),
  - «Журавлі летять» (1943),
  - «Мата» (1945),
  - «Зорі над копрами» (1947),
  - «Творець пісні» (1955),
  - «Рідна мати моя» (1963),
  - «Сава і його Слава» (1963),
  - «Продана дитина» (1964),
  - «Веселі заручини» (1965),
  - «Королева тюльпанів»,
  - «Квітка папороті» (1968),
  - «Чужа» (1971),
  - «Три тополі»,
  - «Чиє ж то весілля?» (1972),
  - «А мимо пролітають поїзди» (1975),
  - «Чемодан надії» (в соавт., 1978),
  - «Не тільки про любов» (в соавт., 1980),
  - «День у Веселівці» (1981),
  - «Вибух о 16-й» (1985);
- юмористические сборники
  - «Усмішки Гордія Смішки» (1943),
  - «Веселий салют» (1945),
  - «Карась у сметані» (1948),
  - «Льока» (1955), «Миші в роялі» (1956),
  - «Сто колючок в боки» (1961);
- романы
  - «Плавні палають» (1959),
  - «Чорна буря» (1961),
  - «Слід на землі» (1969);
- сборники повестей и рассказов
  - «Старий млин» (1955),
  - «Острів Забутий» (1958),
  - «Спрага» (1965),
  - «Зустрічі» (1958),
  - «Дніпрові брати» (1967),
- книга воспоминаний «Таке близьке» (1974)

## Награды
- Орден «Знак Почёта»,
- Почётная грамота Президиума Верховного Совета УССР
- медали СССР.